# Svenska mästerskapen i jujutsu 1990
Svenska mästerskapen i ju-jutsu 1990 avgjordes i Högdalen 27-28 oktober 1990.
Arrangerande förening var  Högdalens Budoklubb.

## Resultat
| Placering | Namn            | Klubb     |
| --------- | --------------- | --------- |
| Guld      | Annika Lindau   | Nacka JJK |
| Silver    | Cecilia Blacker | Nacka JJK |
| Brons     | Eva Röjerås     | Nacka JJK |

| Placering | Namn                  | Klubb          |
| --------- | --------------------- | -------------- |
| Guld      | Eugenio Osorio-Florio | Växjö JJK      |
| Silver    | Staffan Zetterlund    | Värnamo JJK    |
| Brons     | PH Sjöström           | Umeå Budoklubb |

| Placering | Namn               | Klubb          |
| --------- | ------------------ | -------------- |
| Guld      | Niklas Säfvenstedt | Umeå Budoklubb |
| Silver    | Christer Öqvist    | Umeå Budoklubb |
| Brons     | Fredrik Lindgren   | Umeå Budoklubb |

| Placering | Namn           | Klubb            |
| --------- | -------------- | ---------------- |
| Guld      | Peter Karlsson | Upplands-Bro JJK |
| Silver    | Ingemar Sköld  | Nacka JJK        |
| Brons     | Pär Emanuel    | Växjö JJK        |

| Placering | Namn             | Klubb          |
| --------- | ---------------- | -------------- |
| Guld      | Magnus Cederblad | Nacka JJK      |
| Silver    | Leif Löfström    | Umeå Budoklubb |
| Brons     | Lars Pettersson  | Borlänge JJK   |

| Placering | Namn                                 | Klubb            |
| --------- | ------------------------------------ | ---------------- |
| Guld      | Peter Karlsson / Jonas Halsius       | Upplands-Bro JJK |
| Silver    | Fredrik Lindgren / Niklas Sävenstedt | Umeå Budoklubb   |
| Brons     | Kåre Nordström / Morgan Nordström    | Timrå JJK        |

| Placering | Namn                                        | Klubb            |
| --------- | ------------------------------------------- | ---------------- |
| Guld      | Katrin Hansson / Berit Abrahamsson-Hornwall | Upplands-Bro JJK |
| Silver    | Monica Laxfors / Isabelle Sarfati           | Järfälla JJK     |